# De verdwenen boer
De verdwenen boer is een artistiek kunstwerk in Amsterdam-West.
Twintig jaar na de herinrichting van Molenwerf van stationsplein tot “normale straat” werd rond 2005 het beeld De verdwenen boer van Karel Gomes geplaatst. Gomes refereerde met het beeld aan de agrarische bedrijfstak die steeds verder werd teruggedrongen ten faveure van de oprukkende stad en haar bebouwing, zeker nadat het Algemeen Uitbreidingsplan van Cor van Eesteren werd uitgevoerd. Nadat de gemeente Amsterdam de gemeente Sloten al in 1921 had opgeslokt, bouwde het met name na 1950 dit grondgebied vol van de Admiraal de Ruijterweg tot aan de Ringvaart Haarlemmermeer. Alle landerijen en tuin- en kasbouwgebieden werden daaraan opgeofferd. Voor de financiering van het beeld werden diverse instanties ingeschakeld tot aan een "Stichting beeld voor de verdwenen boer" aan toe. In die stichting zaten onder meer nakomelingen van boeren die soms op niet al te prettige manier waren uitgekocht of onteigend.

Het bronzen beeld van boer (en boerin) staat op een betonnen sokkel waarop aan de achterkant een plaquette is aangebracht. De tekst luidt 
De verdwenen boer van beeldhouwer Karel Gomes
 herinnert aan de boerenfamilies
die duizend jaar lang woonden en werkten in
het veenweidegebied ten westen van de
stadsrand van Amsterdam.
Nog in 1950 liep de grens tussen stad en platteland
ongeveer hier. In de tweede helft van
de twintigste eeuw schoof hij door tot aan
de ringvaart van de Haarlemmermeer. 
De oprichting van dit beeld is mogelijk gemaakt etc. 
juni 2005.
Het beeld werd in juni 2005 onthuld door een 101-jarige Neeltje Salentijn-van den Broek, één van die nakomelingen. “Hun boerderij” moest plaatsmaken voor de afgravingen van de Sloterplas. De grondplaat van het beeld vermeldt in de hoek bij de boerin het monogram van de kunstenaar. Ook het beeld ontkwam niet aan de vernieuwingsdrang van Amsterdam. Molenwerf werd in 2016 opnieuw ingericht en het beeld moest verplaatst worden.

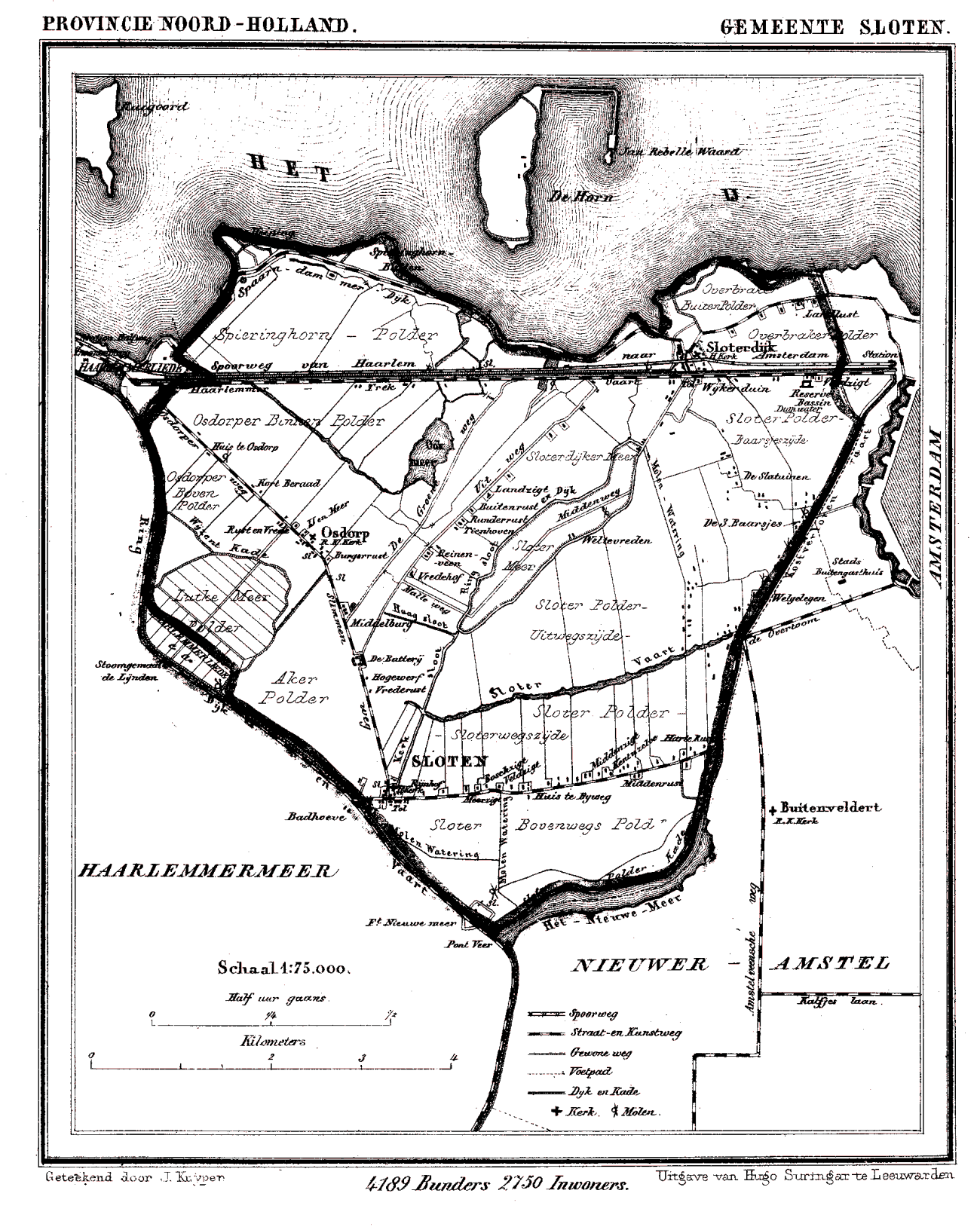
Gemeente Sloten met nauwelijks enige bebouwing (1868)

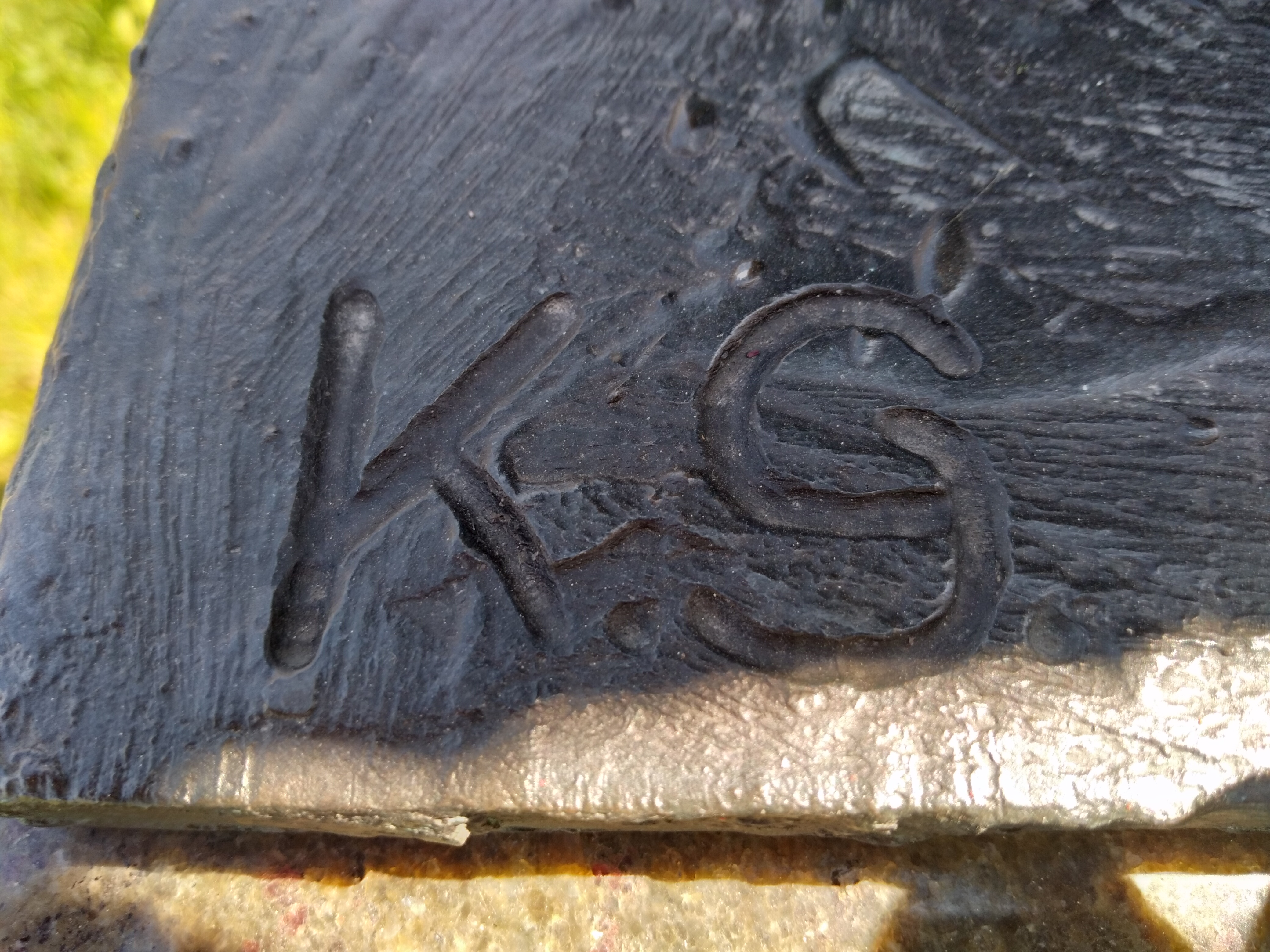
Monogram (april 2021)